# Gaylussacia montana
Gaylussacia montana är en ljungväxtart som först beskrevs av Johann Baptist Emanuel Pohl, och fick sitt nu gällande namn av Herman Otto Sleumer. Gaylussacia montana ingår i släktet Gaylussacia och familjen ljungväxter.

## Underarter
Arten delas in i följande underarter:
- G. m. angustifolia
- G. m. organensis